# Discografia di Enya
La discografia di Enya consiste in 8 album in studio, una riedizione, 23 singoli ufficiali e 2 raccolte.
Enya ha pubblicato il suo primo album, l'omonimo Enya, nel 1987, ottenendo un discreto successo con il secondo posto in Irlanda e altri piazzamenti in Regno Unito, Australia e Nuova Zelanda, con vendite totali di circa 2 milioni di copie, di cui uno negli Stati Uniti, dove è stato certificato disco di platino. Il successivo Watermark del 1988 riscuote invece eccezionali risultati di classifica tra cui il primo posto in Svizzera e Nuova Zelanda e la Top 5 in Spagna, Regno Unito, Svezia e Norvegia, grazie anche al successo del singolo Orinoco Flow. Del secondo album della cantante si contano oggi 25 dischi di platino certificati ufficialmente e si stimano vendite superiori ai 13 milioni e mezzo di copie.
Tre anni dopo il successo viene ripetuto da Shepherd Moons, preceduto dal nuovo successo Caribbean Blue, che raggiunge il primo posto in classifica nel Regno Unito e la Top 5 in Spagna, Norvegia, Nuova Zelanda e Svizzera, e di cui oggi si contano 22 dischi di platino certificati ufficialmente e vendite vicine ai 13 milioni di copie.
Nel 1992 l'album di esordio della cantante, Enya, viene ripubblicato in versione rimasterizzata come The Celts, il primo lavoro di Enya supera così le 6 milioni di copie vendute.
Nel 1995 viene pubblicato The Memory of Trees che, lanciato dal singolo Anywhere Is, raggiunge la vetta della classifica in Spagna, Norvegia, Paesi Bassi, Australia e Svizzera, la Top 5 in Regno Unito, Germania, Italia e Canada e, per la prima volta, la Top 10 in USA; anche questa volta vengono superate le 10 milioni di copie vendute.
Due anni dopo, nel 1997, viene pubblicata la prima raccolta di Enya, Paint the Sky with Stars: The Best of Enya, che raccoglie i principali successi dei primi 4 albums e conquista nuovamente le classifiche mondiali, in particolare in Italia e Giappone, dove ottiene il disco di diamante. Anche per quest'album le copie stimate superano i 13 milioni.
Nel 2000 viene pubblicato il suo quinto album in studio, A Day Without Rain che, in particolare nel 2001, ottiene un grandissimo successo grazie al singolo Only Time, che diventa la "colonna sonora" della tragedia dell'11 settembre raggiungendo la vetta della classifica in Germania, Svizzera e Canada e la Top 10 della classifica Billboard. L'album diventa primo in classifica in Germania e Austria, raggiunge il secondo posto in USA, Paesi Bassi e Svizzera e la Top 5 in Spagna, Australia, Giappone e Canada. Nel 2002 Enya partecipa alla realizzazione della colonna sonora del film Il Signore degli Anelli: La Compagnia dell'Anello, pubblicando il singolo May It Be, un altro grande successo europeo che ottiene di nuovo il primo posto in Germania e due prestigiose nomination al Premio Oscar e al Golden Globe. A Day Without Rain arriva a vendere più di 15 milioni di copie, di cui 7 milioni negli USA e un milione in Germania, divenendo l'album di Enya di maggior successo, tanto che la cantante, dopo la sua distribuzione, è stata nominata artista femminile di maggiori vendite nel 2001 ai World Music Awards.
Bisogna aspettare il 2005 per il sesto album di inediti, Amarantine, che raggiunge per la prima volta il primo posto in Giappone e di nuovo la Top 5 in Germania, Svizzera e Canada e la Top 10 in USA, Regno Unito e Italia, vendendo più di 6 milioni di copie in pochi anni. Nel 2008, l'album a tema invernale And Winter Came... ottiene il secondo posto in Spagna e Paesi Bassi, la Top 5 in Germania, Svizzera e Canada e nuovamente la Top 10 in USA, Regno Unito e Italia, vendendo in due anni più di tre milioni di copie.
Nel 2009 la Warner Music pubblica la seconda raccolta di Enya, The Very Best of Enya, insieme a una versione deluxe con un DVD; il Greatest Hits supera in pochi mesi un milione di copie vendute.
Negli Stati Uniti la RIAA ha certificato le vendite degli albums di Enya con 26 dischi di platino e 1 disco d'oro, per un totale di 27,3 milioni di copie vendute.

Nel Regno Unito la BPI ha certificato le vendite di Enya con 15 dischi di platino e 3 dischi d'oro per gli albums e 2 dischi d'argento per i singoli, per un totale di 5,2 milioni di copie vendute.

In Giappone la RIAJ ha certificato le vendite degli albums di Enya con tre dischi di diamante e numerosi dischi d'oro e di platino, per un totale di 4,5 milioni di copie vendute.

In Germania la BVMI ha certificato le vendite di Enya con 8 dischi di platino e 4 dischi d'oro per gli albums e 3 dischi d'oro per i singoli, per un totale di 4,2 milioni di copie vendute.

In Australia la ARIA ha certificato le vendite degli albums di Enya con 23 dischi di platino e 2 dischi d'oro, per un totale di 1,73 milioni di copie vendute.

In Brasile la Pro-Música Brasil ha certificato le vendite degli albums di Enya con 6 dischi di platino e due dischi d'oro, per un totale di 1,65 milioni di copie vendute.

In Canada la Music Canada ha certificato le vendite degli albums di Enya con 15 dischi di platino e 1 disco d'oro, per un totale di 1,54 milioni di copie vendute.

In Spagna la PROMUSICAE ha certificato le vendite degli albums di Enya con 16 dischi di platino e 4 dischi d'oro, per un totale di 1,5 milioni di copie vendute.

In Svizzera la IFPI ha certificato le vendite di Enya con 7 dischi di platino e 1 disco d'oro per gli albums e 1 disco d'oro per i singoli, per un totale di 360,000 copie vendute.

In Nuova Zelanda la RIANZ ha certificato le vendite degli albums di Enya con 8 dischi di platino e 2 dischi d'oro, per un totale di 135,000 copie vendute.

In totale, le vendite certificate di Enya in questi soli 10 paesi ammontano a più di 48 milioni di copie.

## Album

### Album in studio
Sono di seguito riportati gli 8 album in studio di Enya, con le relative posizioni in classifica raggiunte in 14 paesi e le informazioni riguardo alle vendite mondiali e alle certificazioni nazionali di maggiore rilevanza.
| 1987                                                                         | Enya                | 69 | 26 | —  | —  | —  | 15 | —  | —  | —  | —  | —  | - USA: Platino                                                                       | - USA: 1,110,641 (nel 2008) - Totali: 4,000,000                                                    |
| 1988                                                                         | Watermark           | 5  | 8  | —  | 6  | 1  | 18 | 5  | 15 | 5  | 1  | 25 | - USA: 4× Platino - UK: 4× Platino - AUS: 6× Platino - SPA: 5× Platino               | - USA: 3,877,571 (nel 2008) - AUS: 470,000 (nel 2012) - Totali: 11,000,000+                        |
| 1991                                                                         | Shepherd Moons      | 1  | 8  | 80 | 21 | 3  | 36 | 3  | 31 | 5  | 13 | 17 | - USA: 5× Platino - UK: 4× Platino - SPA: 5× Platino - CAN: 3× Platino               | - USA: 4,674,997 (nel 2008) - Totali: 13,000,000+                                                  |
| 1992                                                                         | The Celts           | 10 | 7  | 28 | 70 | 7  | —  | 27 | —  | 39 | —  | —  | - USA: Platino - UK: Platino - BRA: Platino - AUS: Platino                           | - USA: 1,070,973 (nel 2008) - Totali: 4,500,000                                                    |
| 1995                                                                         | The Memory of Trees | 5  | 1  | 1  | 4  | 3  | 4  | 1  | 3  | 1  | 3  | 9  | - USA: 3× Platino - UK: 2× Platino - EU: 2× Platino - JAP: Diamante                  | - USA: 2,397,724 (nel 2008) - Totali: 10,000,000+                                                  |
| 2000                                                                         | A Day Without Rain  | 6  | 4  | 2  | 1  | 5  | 6  | 3  | 3  | 4  | 2  | 2  | - USA: 7× Platino - UK: Platino - EU: 3× Platino - CAN: 8× Platino - GER: 3× Platino | - USA: 6,957,711 (nel 2013) - UK: 566,844 (nel 2005) - Totali: 14,000,000+                         |
| 2005                                                                         | Amarantine          | 8  | 13 | 5  | 3  | 10 | 8  | 9  | 4  | 4  | 3  | 6  | - USA: Platino - UK: Platino - EU: Platino - JAP: 2× Platino                         | - USA: 1,344,593 (nel 2008) - UK: 351,194 (nel 2008) - FRA: 268,100 (nel 2006) - Totali: 6,000,000 |
| 2008                                                                         | And Winter Came...  | 6  | 7  | 2  | 3  | 9  | 6  | 2  | 6  | 4  | 3  | 8  | - USA: Oro - UK: Oro - GER: Platino - EU: Platino                                    | - USA: 920,000 (nel 2015) - UK: 258,397 (nel 2009) - Totali: 3,000,000+                            |
| 2015                                                                         | Dark Sky Island     | 4  | 8  | 5  | 3  | 8  | 8  | 12 | 6  | 22 | 2  | 8  | - NZL: Oro - AUS: Oro - GER: Oro - UK: Oro - CAN: Oro                                | - USA: 136,000 - UK: 100,000 - GER: 100,000 - CAN: 40,000 - Totali: 1,000,000                      |
| Il simbolo "—" indica che l'album non è entrato in classifica in quel Paese. |                     |    |    |    |    |    |    |    |    |    |    |    |                                                                                      | |

### Raccolte
| Anno | Album                    | Posizioni massime | Posizioni massime | Posizioni massime | Posizioni massime | Posizioni massime | Posizioni massime | Posizioni massime | Posizioni massime | Posizioni massime | Posizioni massime | Posizioni massime | Certificazioni principali                                            | Vendite                                           |
| Anno | Album                    | UK                | AUS               | NLD               | GER               | NZL               | ITA               | SPA               | AUT               | SVE               | SWI               | USA               | Certificazioni principali                                            | Vendite                                           |
| ---- | ------------------------ | ----------------- | ----------------- | ----------------- | ----------------- | ----------------- | ----------------- | ----------------- | ----------------- | ----------------- | ----------------- | ----------------- | -------------------------------------------------------------------- | ------------------------------------------------- |
| 1997 | Paint the Sky with Stars | 5                 | 10                | 10                | 5                 | 6                 | 1                 | 2                 | 3                 | 1                 | 7                 | 30                | - USA: 4× Platino - UK: 2× Platino - BRA: 2× Platino - JAP: Diamante | - USA: 3,456,664 (nel 2008) - Totali: 12,000,000+ |
| 2009 | The Very Best of Enya    | 32                | 19                | 11                | 19                | 6                 | 34                | 11                | 18                | 20                | 8                 | 55                | - UK: Oro - GER: Oro - AUS: Oro - ITA: Oro                           | - Totali: 1,000,000                               |

## EP
| Anno | EP                   | Vendite       |
| ---- | -------------------- | ------------- |
| 1989 | 6 Tracks             | —             |
| 1994 | The Christmas EP     | —             |
| 2006 | Sounds of the Season | USA: 230.000+ |

## Singoli

### Singoli ufficiali
| Anno                                                                            | Singolo                      | Posizione massima | Posizione massima | Posizione massima | Posizione massima | Posizione massima | Posizione massima | Posizione massima | Posizione massima | Posizione massima | Posizione massima | Album                      |
| Anno                                                                            | Singolo                      | UK                | AUS               | NLD               | GER               | IRE               | ITA               | AUT               | SVE               | SWI               | USA               | Album                      |
| ------------------------------------------------------------------------------- | ---------------------------- | ----------------- | ----------------- | ----------------- | ----------------- | ----------------- | ----------------- | ----------------- | ----------------- | ----------------- | ----------------- | -------------------------- |
| 1987                                                                            | I Want Tomorrow              | —                 | —                 | —                 | —                 | —                 | —                 | —                 | —                 | —                 | —                 | Enya                       |
| 1988                                                                            | Orinoco Flow                 | 1                 | 6                 | 1                 | 2                 | 1                 | 23                | 8                 | 2                 | 1                 | 24                | Watermark                  |
| 1988                                                                            | Evening Falls...             | 20                | —                 | 32                | —                 | 3                 | —                 | —                 | —                 | —                 | —                 | Watermark                  |
| 1989                                                                            | Storms in Africa             | 41                | —                 | —                 | —                 | 12                | —                 | —                 | —                 | —                 | —                 | Watermark                  |
| 1991                                                                            | Exile                        | —                 | —                 | —                 | —                 | —                 | —                 | —                 | —                 | —                 | —                 | Watermark                  |
| 1991                                                                            | Caribbean Blue               | 13                | —                 | 37                | 50                | 8                 | —                 | —                 | 28                | 32                | 79                | Shepherd Moons             |
| 1991                                                                            | How Can I Keep from Singing? | 32                | 47                | —                 | —                 | 19                | —                 | —                 | 29                | —                 | —                 | Shepherd Moons             |
| 1992                                                                            | Book of Days                 | 10                | —                 | —                 | —                 | 12                | —                 | —                 | 34                | —                 | —                 | Shepherd Moons             |
| 1992                                                                            | The Celts                    | 29                | —                 | —                 | —                 | —                 | —                 | —                 | —                 | —                 | —                 | The Celts                  |
| 1994                                                                            | Marble Halls                 | —                 | —                 | —                 | —                 | —                 | —                 | —                 | —                 | —                 | —                 | Shepherd Moons             |
| 1995                                                                            | Anywhere Is                  | 7                 | 34                | 19                | 44                | 8                 | —                 | 8                 | 33                | —                 | —                 | The Memory of Trees        |
| 1996                                                                            | On My Way Home               | 26                | —                 | —                 | —                 | —                 | 22                | —                 | —                 | —                 | —                 | The Memory of Trees        |
| 1997                                                                            | Only If...                   | 43                | —                 | 78                | 68                | —                 | —                 | —                 | —                 | —                 | 88                | Paint the Sky with Stars   |
| 2000                                                                            | Only Time                    | 32                | —                 | 44                | 1                 | —                 | 17                | 2                 | 30                | 1                 | 10                | A Day Without Rain         |
| 2001                                                                            | Wild Child                   | 72                | —                 | —                 | —                 | —                 | —                 | —                 | —                 | —                 | —                 | A Day Without Rain         |
| 2001                                                                            | May It Be                    | 50                | —                 | 60                | 1                 | 30                | 12                | 12                | 16                | 24                | —                 | The Fellowship of the Ring |
| 2005                                                                            | Amarantine                   | 53                | —                 | —                 | 47                | 50                | 51                | 31                | —                 | 39                | —                 | Amarantine                 |
| 2006                                                                            | It's in the Rain             | —                 | —                 | —                 | —                 | —                 | 7                 | —                 | —                 | —                 | —                 | Amarantine                 |
| 2008                                                                            | Trains and Winter Rains      | —                 | —                 | —                 | —                 | —                 | 15                | —                 | —                 | —                 | —                 | And Winter Came...         |
| 2009                                                                            | My! My! Time Flies!          | —                 | —                 | —                 | —                 | —                 | —                 | —                 | —                 | —                 | —                 | And Winter Came...         |
| Il simbolo "—" indica che il singolo non è entrato in classifica in quel Paese. |                              |                   |                   |                   |                   |                   |                   |                   |                   |                   |                   |                            |

### Singoli promozionali (USA)
| Anno | Singolo                      | USA A.C. |
| ---- | ---------------------------- | -------- |
| 2006 | Someone Said Goodbye         | 29       |
| 2008 | White Is in the Winter Night | 8        |

## Album video
Nel 2001 è stato pubblicato il primo DVD ufficiale di Enya, The Video Collection, contenente tutti i video realizzati dalla cantante fino ad allora e tre documentari (The Making of Caribbean Blue, The Making of Only Time e Enya, a life in music). Tuttavia, poco tempo dopo la sua distribuzione, il DVD è stato ritirato dal mercato senza nessuna motivazione ufficiale.
Nel 2009, in occasione della pubblicazione della seconda raccolta della cantante, è stata pubblicata anche una Edizione Deluxe di The Very Best of Enya, contenente anche un DVD con tutti i video dell'artista (ad eccezione di I Want Tomorrow, Book of Days, Exile e May It Be) e i tre documentari già apparsi in The Video Collection.
| Anno | DVD                                     | Video |
| ---- | --------------------------------------- | ----- |
| 2001 | The Video Collection                    | 16    |
| 2009 | The Very Best of Enya (Edizione Deluxe) | 16    |

## Video musicali
| Anno | Video musicale               | Regista                   |
| ---- | ---------------------------- | ------------------------- |
| 1987 | I Want Tomorrow              | David Richardson          |
| 1988 | Orinoco Flow                 | Michael Geoghegan         |
| 1988 | Evening Falls...             | Michael Geoghegan         |
| 1989 | Storms in Africa             | Michael Geoghegan         |
| 1991 | Exile                        | Michael Geoghegan         |
| 1991 | Caribbean Blue               | Michael Geoghegan         |
| 1991 | How Can I Keep from Singing? | Entertainment Productions |
| 1992 | Book of Days                 | Michael Geoghegan         |
| 1992 | The Celts                    | Michael Geoghegan         |
| 1995 | Anywhere Is                  | David Scheinman           |
| 1996 | On My Way Home               | Rob Dickins               |
| 1997 | Only If...                   | Dan Nathan                |
| 2000 | Only Time                    | Graham Fink               |
| 2001 | Wild Child                   | Graham Fink               |
| 2002 | May It Be                    | Peter Nydrie              |
| 2005 | Amarantine                   | Tim Royes                 |
| 2006 | It's in the Rain             | Tim Royes                 |
| 2008 | Trains and Winter Rains      | Rob O'Connor              |

## Colonne sonore
| Anno | Film                                              | Canzoni                          | Album               |
| ---- | ------------------------------------------------- | -------------------------------- | ------------------- |
| 1990 | Green Card, Matrimonio di convenienza             | River Watermark Storms in Africa | Watermark           |
| 1991 | Pazzi a Beverly Hills                             | Epona On Your Shore Exile        | Watermark The Celts |
| 1992 | Toys - Giocattoli                                 | Ebudae                           | Shepherd Moons      |
| 1992 | I sonnambuli                                      | Boadicea                         | The Celts           |
| 1992 | Cuori ribelli                                     | Book of Days                     | Shepherd Moons      |
| 1993 | L'età dell'innocenza                              | Marble Halls                     | Shepherd Moons      |
| 2001 | Dolce Novembre                                    | Only Time                        | A Day Without Rain  |
| 2001 | Il Signore degli Anelli, La Compagnia dell'Anello | May It Be Anìron                 |                     |